# Marrucciïta
La marrucciïta és un mineral de la classe dels sulfurs. Rep el nom en honor d'Angelo Marrucci (1956-2003), col·leccionista de minerals, per les seves contribucions a la mineralogia de la Toscana.

## Característiques
La marrucciïta és una sulfosal de fórmula química Hg₃Pb16Sb18S46. Va ser aprovada com a espècie vàlida per l'Associació Mineralògica Internacional l'any 2006. Cristal·litza en el sistema monoclínic.
Segons la classificació de Nickel-Strunz, la marrucciïta pertany a «02.JB: Sulfosals de l'arquetip PbS, derivats de la galena, amb Pb» juntament amb els següents minerals: diaforita, cosalita, freieslebenita, marrita, cannizzarita, wittita, junoïta, neyita, nordströmita, nuffieldita, proudita, weibul·lita, felbertalita, rouxelita, angelaïta, cuproneyita, geocronita, jordanita, kirkiïta, tsugaruïta, pillaïta, zinkenita, scainiïta, pellouxita, chovanita, aschamalmita, bursaïta, eskimoïta, fizelyita, gustavita, lil·lianita, ourayita, ramdohrita, roshchinita, schirmerita, treasurita, uchucchacuaïta, ustarasita, vikingita, xilingolita, heyrovskýita, andorita IV, gratonita, vurroïta i arsenquatrandorita.

## Formació i jaciments
Va ser descoberta a la mina Buca della Vena, a Ponte Stazzemese, dins la província de Lucca (Toscana, Itàlia). També ha estat descrita al dipòsit de mercuri de Zenderling, situat a la localitat de Gelnica (Regió de Košice, Eslovàquia). Aquests dos indrets són els únics de tot el planeta on ha estat descrita aquesta espècie mineral.